# 飯野智行 (自転車選手)
飯野 智行（Tomoyuki Iino、1989年10月5日 - ）は、日本、群馬県富岡市出身の自転車競技（ロードレース）選手である。

## 人物概要
祖父と父親と父親の兄弟が競輪選手という競輪一族。保育園の時から「将来の夢は競輪選手」だった。小学校および中学校時代は野球少年だったが、父には「高校生になったら自転車始めとけ」と言われた。
高校から自転車競技をはじめたものの、正直なところ自転車競技には全く興味がなかった。練習量も1日1～2時間程度。ロード練習で1日100キロ以上走るのは年に1回。筋トレだけは積極的に行なっていた。中央大学では4年間自転車競技部に所属した。

### 大学時代
中央大学は勉学の成績が良い人が多く、スポーツ推薦で入った自分は、勉強と練習の両立は思った以上に辛く、このままだと両方ダメになってしまうと思い、自転車競技に集中することに。そこから自転車オンリーの生活が始まった。
大学の寮にいる時間がとても増えたが、ある朝ふと思った「こんな生活をしてていいのか…？」。日々精神的に病んでいった。学校に行かず練習も朝練だけ。色々悩み、とりあえず一日中自転車に乗ろうと決意し、朝練で6時から9時、一度寝て13時から15時。プロ並の練習量にした結果、その年の後半からレースで上位に入りはじめた。それまで弱かった自分でも、練習をすれば結果は出る。「自転車競技は練習しただけ結果がついてくる」そう強く感じた。
大学で一番大きな大会は「インカレ」、この大会で優勝すれば本物になれる。そこに目標を定めた。それまではロードとトラックの両方をやっていたが、監督のアドバイスもありロードに集中した。合宿にも積極的に参加した。その結果、大学3年のインカレロードでは6位に入賞。自分自身で一番の好成績だった。それからまた一年本気で練習をしたけど、最後のインカレロードは8位。
インカレ後は部活は引退になり周囲は就職活動などで進路は決まっているなか自分は、就職どころか大学卒業も無理だったのでの監督に相談してロードレースを続けることを決意した。先輩の飯島誠に実業団のことを色々聞いて、宇都宮ブリッツェンを紹介してもらい、当時の栗村修監督と面接したが「走りを見ないと入団は決められない」と言われ、ジャパンカップのオープンレースに出場して走りと結果をみてもらった。

### ブリッツェン入団
オープンレースの結果、卒業後の2012年に宇都宮ブリッツェンへ入団。5月の全日本選手権ではエース増田成幸のアシストをつとめつつ自身も4位に入るなど活躍。7月のJPT第10戦石川サイクルロードでは優勝した増田のアシストをし2位。10月の輪島ロードでは、増田とともにワンツーフィニッシュで初勝利を飾った。2013年は海外チームへ移った増田の代わりにエースを任されたが優勝には至らなかった。

### 競艇に挑戦～ロード復帰
宇都宮市のスポーツカフェRound87で競艇選手が活躍するマンガを読み、競艇にチャレンジするため同年に退団しロードレース界から引退した。自転車はきっぱり諦めて、富岡の実家で生活しつつ半年毎に行われる競艇選手の試験に挑戦したが、身体能力的には瞬発力などが足りず、競艇は自分に向いていないことが分かった。試験に落ちるたびにブリッツェンの柿沼章や廣瀬佳正などからブリッツェン復帰の誘いを受けていたこともあり、1年半のブランクを経て自転車に乗り、2015年からアマチュア主体のJエリートツアーでロードレース界へ復帰した。
競艇選手を目指していた間は試験に向けてのトレーニングを行い、自転車にも時々は乗っていた。ランニングやウエイトトレーニングをしていたが、1年で結果が出ず、諦めと同時に、自転車の魅力をまた実感した。2年のブランクで、一番失ったものは筋肉だった。競艇選手になるための3ヶ月の減量で10kgの筋肉を失ったが、この2年間でケガも無かったので、すぐに元の自分に戻れると思っている。2年間は無駄ではなかったと思っています。『以前の自分に戻すことを考えるとツライから、今の自分の能力を高めるつもりでやったほうがいい』と周囲からはアドバイスを頂いた。
復帰後3シーズンを経て2018年シーズンをもってブリッツェンを離れる決断をし、2019年那須ブラーゼンに移籍、選手として所属。

## 来歴
2010年
- 5月 14th TOUR OF JAPAN に出場[7]
- 6月 全日本学生選手権チームロードレース大会 6位

2011年
- 6月 全日本学生選手権チームロードレース大会 8位
- 10月 ジャパンカップサイクルロードレース オープンクラス 2位

2012年
- 宇都宮ブリッツェンに加入。
- 5月 全日本自転車競技選手権大会ロードレース 4位
- ツアー・オブ・ジャパン 総合44位
- ツール・ド・熊野 総合16位
- 7月15日 JPT第10戦 JBCF石川ロードレース 2位[1]
- ツール・ド・北海道 総合6位
- 10月21日 ジャパンカップサイクルロードレース 14位
- 10月28日 JPT第17戦 輪島ロード 優勝[8]
- ツール・ド・おきなわ 11位

2013年
- 伊吹山ヒルクライム 2位
- ツアー・オブ・ジャパン 総合14位
- みやだクリテリウム 2位
- ツール・ド・熊野 総合26位
- 12月のシーズン末をもって競艇選手へ挑戦のため活動休止宣言[9][2]

2014年
- 競輪選手へ挑戦しつつ、老人ホームでアルバイトもして社会勉強になった[2]。

2015年
- 6月 現役復帰し、ブラウ・ブリッツェンに加入[2]。

2016年
- 宇都宮ブリッツェンに加入[2]。
- 南魚沼ロード 6位[8]

2017年
- 1月18日 練習中に猪と衝突し、身体は宙を舞い腰から地面に叩きつけられた。ヘルメットが破損し後頭部も強打する衝撃だったが怪我は打撲のみで済んだ。猪は山へ帰っていった[4][10]が、後日捕獲された[11]。
- 7月22日 JPT第10戦 JBCF みやだ高原ヒルクライム 4位[12]

2019年
- 那須ブラーゼンに移籍

2020年
- 群馬グリフィン・レーシングチームに移籍[13]